# Яниогло, Валерий Фёдорович
Валерий Фёдорович Яниогло (рум. Valerii Ianioglo, гаг. Valeriy Yanioglo; род. 12 июня 1957, с. Карабетовка, Бессарабский район, Молдавская ССР, СССР) — молдавский государственный и политический деятель. Исполняющий обязанности башкана (главы) АТО Гагаузия с 21 июня по 10 июля 2002 года.

## Биография
Родился 12 июня 1957 года в селе Карабетовка Бессарабского района Молдавской ССР.

### Образование
В 1974 окончив Чок-Майданскую среднюю школу, поступил в Кишинёвский политехнический институт имени Лазо. Окончил также спецшколу КГБ СССР в Минске и Международный университет Великобритании в городе Линкольн по программе «эффективный менеджер».

### Трудовая деятельность
После окончания Кишинёвского института в 1979 году получил специальность инженер-строитель, служил в рядах Советской армии в Москве, затем работал мастером, прорабом, главным инженером передвижной механизированной колонны в Молдавии.

### Служба в органах государственной безопасности
В 1985—1998 служил в органах КГБ Молдавской ССР и Министерстве национальной безопасности Республики Молдова.

### Охранная деятельность
В 1998—1999 и 2003—2006 — начальник управления безопасности в различных банках Республики Молдова.

### Политическая деятельность
В 1999 году башкан (глава) Гагаузии Дмитрий Кройтор назначает Валерия Яниогло первым заместителем Председателя Исполнительного Комитета Гагаузии.
- В 1999—2003 и 2007—2019 — Первый заместитель Председателя Исполнительного Комитета Гагаузии.

21 июня 2002 под давлением со стороны парламентского большинства в лице ПКРМ Дмитрий Кройтор ушёл в отставку с поста башкана Гагаузии, официально мотивируя это тем, что Народное Собрание Гагаузии (НСГ) игнорирует его мнение в случае принятия решений и отвергает любые инициативы. Исполняющим обязанности башкана Гагаузии ушедший Кройтор назначил Валерия Яниогло. Однако 10 июля 2002 года НСГ назначило исполняющим обязанности башкана Ивана Кристиогло. Яниогло обратился к молдавскому руководству с просьбой признать назначение Кристиогло незаконным.
26 июля 2002 года Народное Собрание Гагаузии своим решением отменило своё же предыдущее решение назначить Председателя НСГ Ивана Кристиогло исполняющим обязанности башкана Гагаузии, и утвердило на этом посту Георгия Моллу. Данное решение было принято после обращения Генерального прокурора Гагаузии Георгия Лейчу к НСГ, в котором указывалось, что назначение Ивана Кристиогло исполняющим обязанности башкана Гагаузии от 10 июля 2002 года является незаконным, поскольку оно нарушает принцип разделения властей.
С 2003 по 2006 год — начальник управления безопасности «Универсалбанк».
На парламентских выборах 2005 года в Республике Молдова баллотировался от избирательного блока «Patria-Родина» (Социалистическая партия Молдовы и 
Партия социалистов Молдовы «Patria-Родина»), возглавляемого Борисом Муравским. Блок набрал 4,97 % голосов и не преодолел избирательный порог в 9 % (порог для избирательных блоков из 2-х партий) для избрания в Парламент Республики Молдова, хотя по Гагаузии результаты составили 51,48 %.
На выборах башкана Гагаузии в декабре 2006 года принял решение выступить кандидатом от избирательного блока «Патрия-Родина-Равноправие», однако не был зарегистрирован в качестве кандидата. За два месяца до выборов, 17 октября 2006 года представил в Центральную избирательную комиссию Гагаузии документы, необходимые для регистрации в качестве кандидата, в том числе 172 подписных листа с 6447 подписями в свою поддержку. Однако 23 октября 2006 года Центральная избирательная комиссия Гагаузии отклонила кандидатуру Яниогло на том основании, что число признанных действительными подписей (4919) было ниже порога, установленного законом. Данное решение было оспорено, однако вышестоящая инстанция оставила решение без изменений.

## Семья
Женат, двое сыновей.3 внука.
сыновья:
1. Яниогло Олег Валерьевич
2. Яниогло Игорь Валерьевич
внуки:
1. Яниогло Алина Олеговна
2. Яниогло Кира Олеговна
3. Яниогло Тимур Олегович

## Награды
- Почётный гражданин Гагаузии[1].